# ICv2
ICv2 é uma revista de vendas on-line que cobre a cultura geek para varejistas  As principais áreas de foco da ICv2 são histórias em quadrinhos, anime, jogos e produtos de show business. O site oferece notícias, reviews, análises  e informações de vendas para varejistas e bibliotecários. A ICv2 realiza uma conferência comercial anual em conjunto com a New York Comic Con ; a empresa também publica periodicamente ICv2 Retailer Guides em formato impresso .
O site é produzido pela GCO, LLC, com sede em Madison, Wisconsin .

## Nome
ICv2 significa Internal Correspondence version 2, em homenagem a uma revista comercial publicada nas décadas de 1980-1990 pela Capital City Distribution.

## História
O co-fundador da Capital City Distribution, Milton Griepp publicou a Internal Correspondence, primeiro como boletim e depois como revista, até que a Capital City foi adquirida pela Diamond Comic Distributors em 1996, mantendo os direitos sobre o nome. Ele lançou a ICv2 em janeiro de 2001. As revistas da ICv2 Retailer Guides foram lançadas em 2002.
Em 2011,  a ICv2 começou a realizar uma conferência da indústria na véspera da New York Comic Con, no Centro de Convenções Jacob K. Javits. Realizado anualmente, o evento ICv2 é agora conhecido como o "White Paper Happy Hour".
Griepp (em nome da ICv2 ) supervisionou a votação do American Anime Awards de 2015.